# Saint-Georges-de-Luzençon
Saint-Georges-de-Luzençon är en kommun i departementet Aveyron i regionen Occitanien i södra Frankrike. Kommunen ligger i kantonen Millau-Ouest som ligger i arrondissementet Millau. År 2022 hade Saint-Georges-de-Luzençon 1 584 invånare.

## Befolkningsutveckling
Antalet invånare i kommunen Saint-Georges-de-Luzençon
Referens: INSEE